# District de Veszprém
Le district de Veszprém (en hongrois : Veszprémi járás) est un des 10 districts du comitat de Veszprém en Hongrie. Il compte 14 948 habitants et rassemble 19 localités : 17 communes et 2 villes dont Veszprém, son chef-lieu.

## Localités
- Barnag
- Bánd
- Eplény
- Hajmáskér
- Hárskút
- Herend
- Hidegkút
- Márkó
- Mencshely
- Nagyvázsony
- Nemesvámos
- Pula
- Szentgál
- Szentkirályszabadja
- Sóly
- Tótvázsony
- Veszprém
- Veszprémfajsz
- Vöröstó